# С друге стране Сунца
С друге странце Сунца (енгл. Solar Opposites) је америчка анимирана комедија ситуације за одрасле коју су створили ко-творац серије Рик и Морти Џастин Ројланд и Мајк Макмејхан за Hulu. Првобитно створена за Fox Broadcasting Company, пројекат је стављен на полицу, након чега га је купила стриминг услуга Hulu. Премијера серије била је 8. маја 2020. године. Премијера серије била је 8. фебруара 2021. на каналу Fox у Србији.

## Радња
С друге стране Сунца „фокусира се на породицу ванземаљаца из бољег света који се морају склонити у средњу Америку. Не слажу се око тога да ли је ово ужасно или супер.”

## Епизоде
| Сезона | Сезона | Епизоде | Епизоде | Оригинално емитовање | Оригинално емитовање |
| Сезона | Сезона | Епизоде | Епизоде | Премијера            | Финале               |
| ------ | ------ | ------- | ------- | -------------------- | -------------------- |
|        | 1.     | 8       | 8       | 8. мај 2020.         | 8. мај 2020.         |
|        | 2.     | 8       | 8       | 26. март 2021.       | 26. март 2021.       |

### 1. сезона (2020)
| Бр. еп. (укупно) | Бр. еп. (у сезони) | Наслов                                   | Редитељ    | Сценариста                     | Премијера    | Прод. код |
| --- | ------------------ | ---------------------------------------- | ---------- | ------------------------------ | ------------ | --------- |
| 1 | 1                  | Строј за пресађивање материје            | Ким Орднт  | Мајк Макмахан и Џастин Ројланд | 8. мај 2020. | 1LBF01    |
| Корво и Тери праве компилацију лудих снимака, док се репликатори боре са школским насилником.                                             |                    |                                          |            |                                |              |           |
| 2 | 2                  | Нестабила сива рупа                      | Боб Суарез | Мајк Макмахан                  | 8. мај 2020. | 1LBF02    |
| Корво и Тери користе ванземаљску технологију како би се допали комшијама. Џеси покушава да докаже Јумјулаку да су људи, у суштини, добри. |                    |                                          |            |                                |              |           |
| 3 | 3                  | Квантни прстен                           | Лукас Греј | Мет Макена                     | 8. мај 2020. | 1LBF04    |
| Корво постаје мађионичар! |                    |                                          |            |                                |              |           |
| 4 | 4                  | Унапређени разводник                     | Енди Том   | Џош Бајсел                     | 8. мај 2020. | 1LBF03    |
| Корво и Тери покушавају да управљају стресом. Репликатори уче о свом телу!                                                                |                    |                                          |            |                                |              |           |
| 5 | 5                  | Лавандски реактор                        | Боб Суарез | Шон О'Конор                    | 8. мај 2020. | 1LBF06    |
| Јој! Тери и Корво иду у школу. Џеси и Јумјулак такође иду у „школу”.                                                                      |                    |                                          |            |                                |              |           |
| 6 | 6                  | Аутоматизовани сарадник Патриша у акцији | Ким Орднт  | Данијел Аларик                 | 8. мај 2020. | 1LBF05    |
| Ова епизода се бави Јумјулаком и коалама!                                                                                                 |                    |                                          |            |                                |              |           |
| 7 | 7                  | Тери и Корво краду медведа               | Енти Том   | Доминик Дајеркес               | 8. мај 2020. | 1LBF07    |
| Тери, Корво, Јумјулак и Џеси покушавају да украду медведа из зоолошког врта… Последице су урнебесне!                                      |                    |                                          |            |                                |              |           |
| 8 | 8                  | Анализа враћања корака                   | Лукас Греј | Џо Сандерс и Аријел Ладенсон   | 8. мај 2020. | 1LBF08    |
| Напокон! Време је за последњу епизоду! |                    |                                          |            |                                |              |           |